# 靳學曾
靳學曾（1516年—1564年），字子魯，山東兗州府濟寧州人，民籍，明朝政治人物。

## 生平
嘉靖十六年（1537年）丁酉科山東鄉試第五十一名舉人。嘉靖二十三年（1544年）中式甲辰科會試第一百三十三名，登第三甲第二百一十六名進士。上疏告病歸鄉，二十七年授颍州知州，三十年升山西平陽府同知，三十一年丁母憂，服闋，三十四年（1555年）復除鳳陽府同知，不久升鳳陽知府，三十八年以抵御倭寇功，升山西岢岚兵备道副使，以宽简从事，曰：民乐吾宽，吾乐吾简，足矣！当时岢岚发生饥荒，塞卒煮榆皮柳叶，啖白土，而无反叛者。嘉靖三十九年以忤御史，拂衣还里，修筑间间堂，以娱亲为乐。嘉靖四十三年卒，年四十九。有诗文若干卷行世。

## 家族
曾祖靳禮；祖父靳鏜；父靳顯，字孔彰，號鳳灣，散官，誥封中憲大夫吉安府知府。母田氏，赠恭人。重庆下。兄靳學顏（同知）。生二子：靳霍、靳雱。